# 阿斯伯里 (密蘇里州)
阿斯伯里（英語：Asbury）是位於美國密蘇里州賈斯珀縣的城市。

## 人口
根據2020年美國人口普查的數據，阿斯伯里的面積為0.95平方千米，皆為陸地。當地共有人口193人，而人口密度為每平方千米203人。